# Denis Stoff
Denis Alexandrovich Shaforostov (ucraniano: Денис Александрович Шафоростов; nascido em 4 de maio de 1992), também conhecido pelo nome artístico de Denis Stoff, é um cantor, compositor, músico e guitarrista ucraniano mais conhecido por seu trabalho como guitarrista e vocalista do grupo de metalcore ucraniano Make Me Famous e como o ex-vocalista da banda de rock britânica Asking Alexandria durante o hiato de 18 meses do vocalista original Danny Worsnop.
Shaforostov mostrou um interesse precoce pela música através de seu canal no YouTube "above92", que contém covers de vocais e violões de suas canções favoritas desde 2008. Ele impulsionou sua popularidade no YouTube com a formação de Make Me Famous. Depois que esta se separou, ele fundou outro grupo de metalcore, o Down & Dirty, mas logo deixou a banda após seu envolvimento com o Asking Alexandria. No entanto, Stoff se separou de Asking Alexandria em 2016, quando a banda se reuniu novamente com Danny Worsnop.

## Carreira musical

### Início de carreia (2009-2010)
Stoff teve experiências com música eletrônica com um projeto de curta duração chamado Cat! Cow! MilkyWay!. Ele também tocou como guitarrista na banda russa de pós-hardcore/emo Origami.

### Make Me Famous (2010-2012)
O primeiro grande projeto em que Stoff se envolveu foi a banda de metalcore Make Me Famous, que ele ajudou a formar em 2010 com os membros Serj Kravchenko nos vocais guturais, Sergei Hohlov no baixo, Dusty Boles na bateria e Igor Yestrebov na guitarra. A banda ganhou reconhecimento no site de compartilhamento de vídeo YouTube, onde Stoff lançava covers de músicas e eventualmente contatou vários músicos após ganhar popularidade. A banda lançou seu álbum de estreia "It's Now or Never" em março de 2012 pela Sumerian Records e alcançou o top 200 dos EUA, chegando a posição 151.
No final de 2012, Stoff anunciou que havia deixado a banda, já que o grupo já havia anunciado o fim de suas atividades após sua última turnê, o grupo acabou oficialmente no início de 2013.

### Down & Dirty e Asking Alexandria (2012-2015)
Depois que surgiram as notícias de o grupo Make Me Famous tinha terminado, Stoff rapidamente anunciou uma nova banda chamada Down & Dirty. A banda foi oficialmente anunciada sob o selo da gravadora Sumerian Records como seu último projeto, e lançou seu primeiro single e videoclipe em dezembro de 2013 intitulado "Move It". A banda também lançou um segundo single e videoclipe em dezembro de 2014 intitulado "I Will Never Lose My Way". Depois destes trabalhos, Stoff anunciou mais tarde que se juntaria ao Asking Alexandria, em seguida, o Down & Dirty, confirmou que ele não fazia mais parte do grupo. Down & Dirty continuou com um novo vocalista, Ezekiel Pierson, e lançou um novo single "Heaven Sent" em fevereiro de 2017. Em fevereiro de 2018, "Heaven Sent" foi relançada agora como um EP. Porém, pouco depois disso, o vocalista Ezekiel Pierson deixou a banda.

### The Blacke saída de Asking Alexandria (2015-2016)

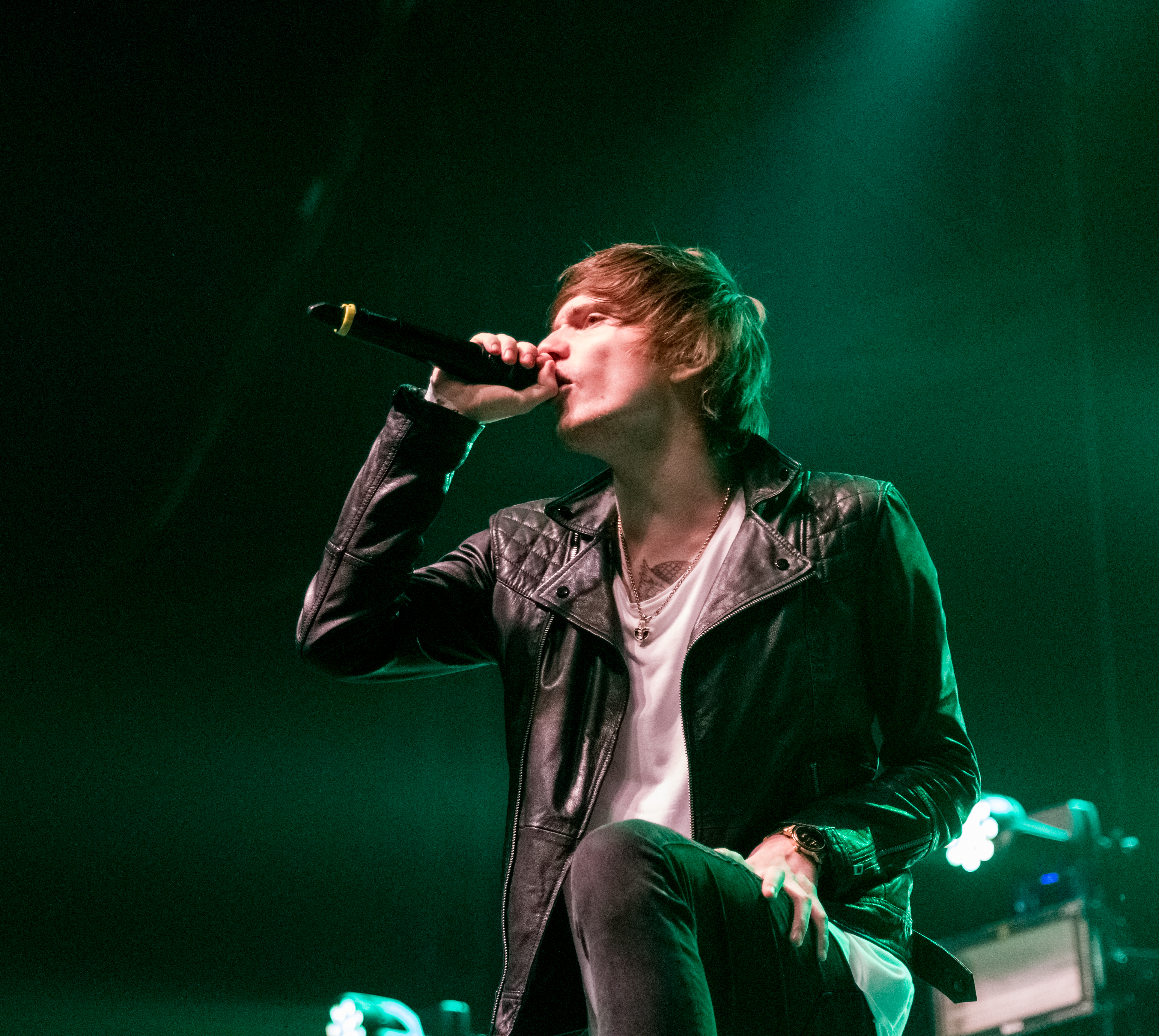
Denis Stoff tocando com o Asking Alexandria no Rock am Ring em 2016.

Em 22 de janeiro de 2015, o vocalista Danny Worsnop anunciou sua saída do Asking Alexandria para se concentrar em sua nova banda We Are Harlot, da qual foi rapidamente declarado que seu substituto já havia sido encontrado. Em 26 de maio de 2015, Stoff foi oficialmente anunciado como o novo vocalista principal, em 27 de maio eles lançaram seu primeiro single juntos, intitulado "I Won't Give In". Especulações sobre o envolvimento de Stoff começaram logo após a saída de Worsnop devido às semelhanças entre Asking Alexandria e Make Me Famous (que diziam ter copiado a banda); o fato de que eles tinham contrato com a mesma gravadora, fato que teria tornado a transição fácil para Stoff, e em sua conta pessoal no YouTube ele tinha feito covers de várias canções do Asking Alexandria. Ben Bruce foi questionado se ele considerava mais alguém para o papel e ele afirmou que "tem que ser o Denis" antes de elogiar sua habilidade vocal. Quando o próprio Shaforostov foi questionado sobre como ele se diferenciaria de Worsnop, ele afirmou que não faria nenhuma comparação, pois são pessoas completamente diferentes.
Em outubro de 2016, Ben Bruce anunciou que Stoff deixou a banda. Em dezembro de 2017, a Rock Sound entrevistou Denis. Ele explicou que seu país natal, a Ucrânia, é como uma zona de guerra. Denis se refere a Intervenção militar da Rússia na Ucrânia. Ele disse que havia estresse suficiente para ele e sua família, e teve que parar de viajar para se concentrar em sua família.

### Drag Me Out (2017-presente)
Stoff postou em seu Twitter em 27 de setembro de 2017 anunciando uma nova banda e um novo álbum.
Stoff com sua nova banda, Drag Me Out, lançou seu primeiro single, intitulado "I'm Sorry", em 15 de janeiro de 2019. Um videoclipe do single também foi lançado. Em 1º de fevereiro de 2019, a surpresa da banda lançou seu álbum de estreia, Pressure. Logo após o lançamento do álbum, comparações foram feitas entre "Hollow" de Drag Me Out e "Alone in a Room" do Asking Alexandria soando semelhante em termos de instrumentos e a seção de ponte da música, após isso, a gravadora da banda Sumerian Records (que também é gravadora do Asking Alexandria) retirou a música de seu canal oficial no YouTube. Em 30 de outubro de 2020, Drag Me Out lançou um novo single "The Watch of the Buried" e seu videoclipe correspondente.
Foi revelado em 11 de dezembro de 2020 que a arte para este single foi criada por um artista no Instagram. O artista em questão afirma que nem Denis nem a banda pediram permissão a ele. Denis postou em suas redes sociais sobre como entrariam em contato com o referido artista para discutir como resolver adequadamente o caso, alegando que a obra foi vendida por um terceiro artista, que nunca foi divulgado.

### Carreira solo (2020-presente)
Stoff anunciou em 2018 que terá um projeto solo com o nome artistico estilizado como "STOFF". O primeiro single foi lançado em 19/12/20, chamado "Детка Покажи Язык (Baby Show Me Your Tongue)", que marcou um afastamento de suas raízes do rock metalcore em favor de um som mais hip hop.

## Discografia

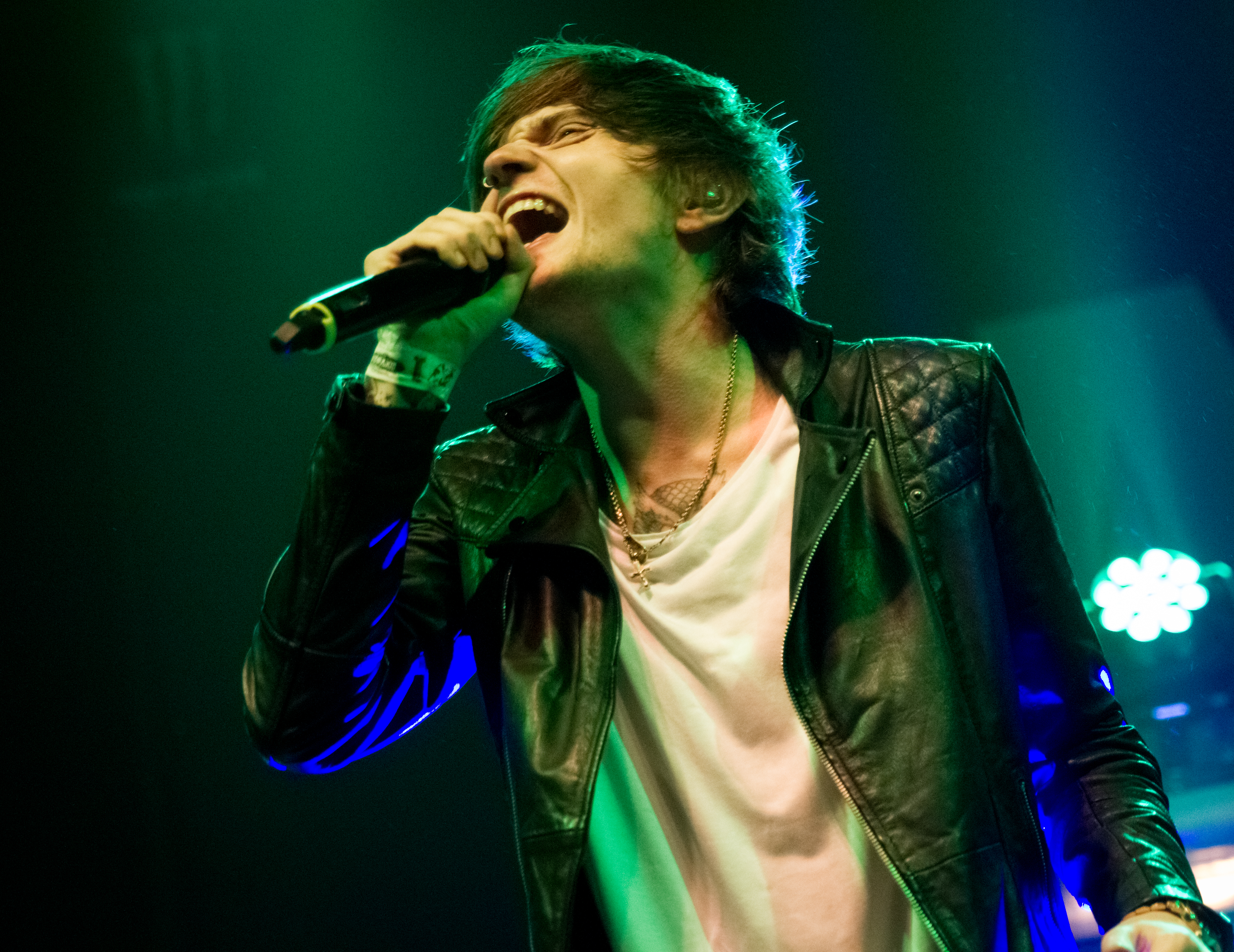
Denis Shaforostov se apresentando com o Asking Alexandria em 2016.

### Álbuns
| Título                         | Ano  | Banda             | Tipo             |
| ------------------------------ | ---- | ----------------- | ---------------- |
| Keep This in Your Music Player | 2011 | Make Me Famous    | EP               |
| It's Now or Never              | 2012 | Make Me Famous    | Álbum de estúdio |
| The Black                      | 2016 | Asking Alexandria | Álbum de estúdio |
| Pressure                       | 2019 | Drag Me Out       | Álbum de estúdio |
| Demons Away                    | 2022 | Drag Me Out       |                  |

### Singles
| Título                     | Ano  | Banda             |
| -------------------------- | ---- | ----------------- |
| "We Know It's Real"        | 2011 | Make Me Famous    |
| "Move It"                  | 2013 | Down & Dirty      |
| "I Will Never Lose My Way" | 2015 | Down & Dirty      |
| "I Won't Give In"          | 2015 | Asking Alexandria |
| "Undivided"                | 2015 | Asking Alexandria |
| "The Black"                | 2016 | Asking Alexandria |
| "Let It Sleep"             | 2016 | Asking Alexandria |
| "Here I Am"                | 2016 | Asking Alexandria |
| "I'm Sorry"                | 2019 | Drag Me Out       |
| "The Watch of the Buried"  | 2020 | Drag Me Out       |
| "Детка Покажи Язык"        | 2020 | STOFF             |

### Colaborações
| Música                      | Ano  | Álbum                   | Artista             |
| --------------------------- | ---- | ----------------------- | ------------------- |
| "Limitless"                 | 2011 | Limitless               | Crown the Empire    |
| "#OIMATEWTF"                | 2012 | 'Til Death              | Capture The Crown   |
| "Once Upon a Life"          | 2012 | Fear Is What You Call I | Hide & Dream        |
| "10,000 Miles"              | 2012 | Single sem álbum        | At the Ruins        |
| "Just Another Night[mare]"  | 2012 | Single sem álbum        | Skarlett            |
| "Valde Tribuo"              | 2013 | Single sem álbum        | Of Sun & Seed       |
| "C.O.D.Y."                  | 2013 | Ocean Inside Me         | A Reason to Breathe |
| "Sink Your Teeth Into This" | 2015 | Conquer Divide          | Conquer Divide      |
| "Lucid Dreams"              | 2015 | Divide to Unite         | Forever in Combat   |
| "Hale's Own"                | 2015 | Single sem álbum        | Polarity            |